# 2540 Blok
A 2540 Blok (ideiglenes jelöléssel 1971 TH2) a Naprendszer kisbolygóövében található aszteroida. Ljudmila Ivanovna Csernih fedezte fel 1971. október 13-án.